# Franz Klopietz
Franz Klopietz (* 26. Dezember 1908 in Wien; † 2003 in Emsdetten) war ein Maler, Bildhauer und Kunsterzieher.

## Leben
Die Familie zog zu Beginn des Ersten Weltkrieges nach Mährisch-Ostrau, wo er eingeschult wurde und die Oberrealschule absolvierte. Er studierte Malerei und Kunstpädagogik in Prag und Krakau, ehelichte Sophie, mit der er drei Kinder hatte und war mit der Familie nach dem Zweiten Weltkrieg ab 1946 zunächst in Hembergen und dann in Emsdetten wohnhaft. Von 1951 bis 1981 übte er eine Lehrtätigkeit als Kunsterzieher am Gymnasium Martinum in Emsdetten aus. Dann zog er an seinen Zweitwohnsitz im Kleinwalsertal.

## Werke
Klopietz war vor dem Krieg ein moderner Landschaftsmaler. In der Emslandschaft in Hembergen im Jahr 1946 begann Klopietz wieder zu malen. Seine ersten Bilder nach dem Krieg sind Glück-im-Unglück-Bilder. Ab 1950 verwendete Klopietz stumpfe Farben, die Form erlischt, blau, blaugrau, anthrazit, ein blasses Gelb dominieren. Die Formen sind erstarrt oder zersplittert. Es entstehen Stilkollagen, die eine radikale Abstraktion aufweisen. Ab den 1960er Jahren verwendete Klopietz ausschließlich vorgefundenes, gebrauchtes, unscheinbares Material. Es waren vor allem Fundstücke: Blechdosen für Materialdrucke, Aluminium-Abfall für Reliefs, Arbeitsunterlagen, auch Grundrisszeichnungen von Architekten.
Klopietz' Zeichnungen der 1970er Jahre sind aufs Ganze gesehen Innenbilder. Sie sind so gut wie nie abstrakt und auch nur selten eindeutig gegenständlich. Sie sind, was die Gegenstände angeht, von äußerst präziser Ungenauigkeit. Was die Zeichnungen angeht, sind diese von äußerst genauer Präzision. In den späten siebziger Jahren kehrte der Zeichner von der grüblerischen Seenlandschaft zum traditionellen Motiv zurück: zu Ruinen, Grotten, auch wieder zu Stadtansichten. Öfter findet man Baummotive. 1980 entstanden spontan gezeichnete Landschaftsskizzen. Die Zeichnung wird zusehends wieder abstrakter, offener, riskanter. Es folgten Serien von Improvisationen, Variationen und Varianten. Er entdeckte auch die Malerei wieder.

## Auszeichnungen
- 1982 erhielt Franz Klopietz das Bundesverdienstkreuz am Bande.
- 1989 wurde er mit dem Kulturpreis der Stadt Emsdetten ausgezeichnet.[4]
- Den Kulturpreis des Kreises Steinfurt bekam Franz Klopietz im Jahr 1998 verliehen.
- Emsdetten benannte eine Straße nach Klopietz[5]

## Mitgliedschaften
- Ab 1946 Künstlervereinigung „Schanze“ in Münster[6]
- 1947 Mitglied der Künstlergilde in Esslingen am Neckar
- 1998 Ehrenmitglied des Westdeutschen Künstlerbundes in Hagen i.W.
- Bildhauergruppe Münster
- Mitglied und Ausstellender „Welbergener Kreis“
- Norddeutsche Bildhauergruppe Münster e.V.

## Bildbesitz
Franz Klopietz Bilder sind unter anderem im Besitz der Bundesregierung Bonn, des westfälischen Kunstvereins in Münster und in den städtischen Museen in Ostrava (Mährisch-Ostrau) und Brno (Brünn).